# Orectochilus villosus
Espèce
Orectochilus villosus est la seule espèce de son genre (Orectochilus) que l'on rencontre en Europe méridionale et localement dans certaines zones d'Europe centrale. Ce petit coléoptère de la famille des Gyrinidae est distribué en Europe, en Asie mineure, jusqu'en Syrie et à l'est jusqu'au Caucase et au-delà en Sibérie et au nord de la Chine.

## Description
Cet insecte mesure de 5,5 à 6 millimètres et possède un corps de forme elliptique et de couleur noire mate recouvert de points et stries noirs et d'un pilosité fine et grise (villosus signifie « velu »). Le prothorax est conique et les élytres ovales de forme étirée. Le scutellum est glabre. Ses pattes sont jaunâtres.

## Habitat
Orectochilus vit à la surface de cours d'eau, souvent près de seuils et sous les pierres au fond de l'eau. Il est actif la nuit.